# 埃格雷姆尼

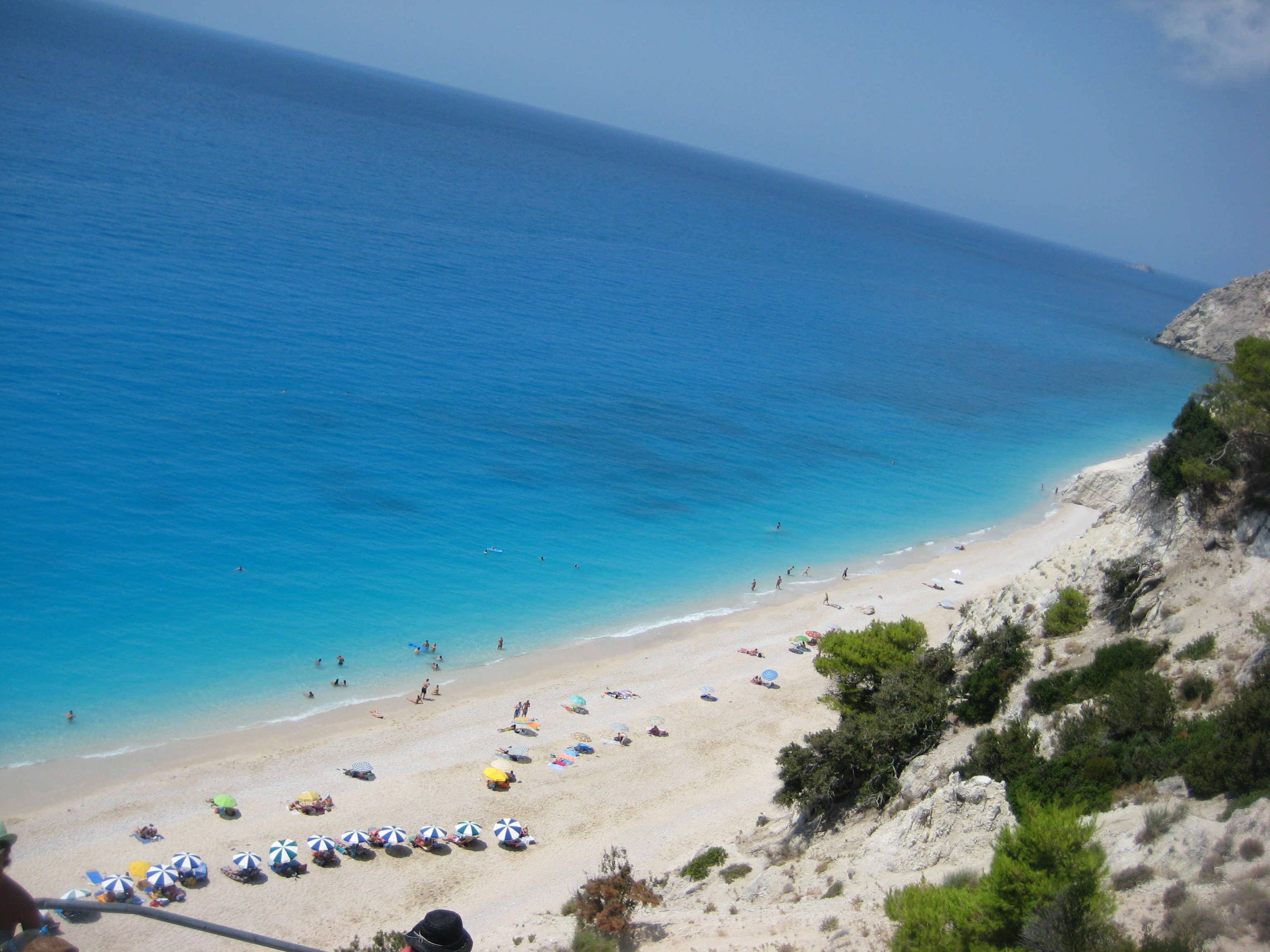

埃格雷姆尼（希臘語：Εγκρεμνή）是一個位於希臘西北部伊奧尼亞海萊夫卡斯島西南海岸的海灘。自1990年代中期開始，這裡成為一個著名的旅遊目的地。這裡被雜誌Travel + Leisure評為能看到世界最藍的水的地方之一。